# 住職
住職（じゅうしょく）は、本来「住持職」と呼ばれている仏教の職名（宗教上の地位）の略称で、一寺院を管掌する僧侶のこと。

## 概要
本来は「寺主」や「維那」（いな）などと呼んでいたが、宋代に「住持（じゅうじ）」という呼称が禅宗で使用され、それが後に一般的となり、職も付与して「住持職」と呼ぶようになった。
「住職」には、各宗派毎に資格規定が設けられている。僧侶であるならば誰でも住職になれるとは限らず一定の資格が必要、女性住職を認めないなど宗派によって異なる。一般的には、学校を卒業後、修行道場で一定の期間研鑽に励んで宗派の事務統括所に登録すると住職資格を得る事が出来る。学歴や宗教系学校か否かや、住職となる寺院の規模によって道場の研鑽期間は異なる。
寺院に新たに住職が着任する際には晋山式（浄土真宗では住職継承）という儀式を行う。
住職資格がない僧しか居住していない、だれも居住しておらず遠方の住職が通う寺院もある。僧侶が住職のいない寺院は「無住寺院」と呼ばれる。

## 宗派による違い
浄土真宗系などの寺院は世襲により住職を継承することも多い。
日蓮正宗では、法主の任命により総本山より各寺院へ派遣される体制を採っている。

## 住職の呼称
|          | 一般住職                       | 宗派や本山の長                                               |
| -------- | ------------------------------ | ------------------------------------------------------------ |
| 律宗     | 和尚（わじょう、おしょうとも） | 長老                                                         |
| 天台宗   | 法印・和尚・阿闍梨             | 座主（ざす）・執行（しぎょう）                               |
| 真言宗   | 和尚・方丈・阿闍梨・僧正       | 管長・長者・化主（けしゅ）・門跡・座主・貫主（かんしゅ）     |
| 臨済宗   | 和尚・方丈・老師               | 管長                                                         |
| 曹洞宗   | 和尚・方丈・老師               | 貫首（2つの本山の貫首が2年毎に交代で宗派全体の管長を務める） |
| 浄土宗   | 和尚・方丈・老師               | 門主（もんす）・法主（ほっす）・管長                         |
| 浄土真宗 | 院家・院主・院住・御前・ご院   | 門主・門首・法主                                             |
| 日蓮宗   | 上人・御前                     | 管長・貫首                                                   |
| その他   | 尊師・教務・院主               | 管主（かんず）・別当・能化（のうげ）                         |

「法印」は元来、天皇が僧に与えた最高の位。「上人」は仏教用語として悟った人の意で高僧の敬称。「御院」や「院家」は寺の建物の意。「和尚」はもともと戒律を与える師僧をあらわす語といわれる。浄土真宗には戒律がなく、在家仏教としての性格から和尚や上人とは呼ばず、建物をあらわす語を用いた。関西や中部地方の浄土真宗では、「ご院家さん」（ごいんげさん）あるいは「ご院主さん」(ごいんじゅさん)が約まって「御院さん」（ごいんさん）、これがなまって「ごえんさん」または「ごえんさま」と呼ばれることが多い。